# 有吉章
有吉 章（ありよし あきら、1953年9月6日 - ）は日本の財務官僚。

## 来歴
1976年東京大学工学部卒業、大蔵省入省（主計局調査課）。オックスフォード大学大学院経済学研究科留学を経て、1981年から財政金融研究室研究官。財務総合政策研究所次長、国際通貨基金アジア太平洋地域事務所長、一橋大学大学院経済学研究科教授、国際大学大学院国際関係学研究科特任教授、だいこう証券ビジネス取締役を歴任した。2023年、瑞宝中綬章受章。

## 略歴
- 1976年4月：大蔵省入省（主計局調査課）[1][2]
- 1981年7月：大蔵省大臣官房調査企画課財政金融研究室研究官
- 1982年7月：福岡国税局大牟田税務署長
- 1983年7月：大蔵省国際金融局国際機構課課長補佐（企画・国際機関・協定担当）[6]
- 1984年6月29日：国際通貨基金アジア局エコノミスト
- 1987年5月：国際通貨基金為替貿易管理局エコノミスト
- 1988年7月：大蔵省銀行局特別金融課課長補佐（中小企業金融担当）[7]
- 1989年7月：大蔵省銀行局検査部管理課課長補佐（総括）
- 1990年7月：福岡国税局直税部長
- 1991年6月：欧州復興開発銀行東欧局シニアエコノミスト
- 1993年11月：欧州復興開発銀行調査局シニアエコノミスト
- 1994年7月：大蔵省大臣官房企画官（銀行局銀行課担当）
- 1995年7月：大蔵省証券局証券市場課公社債市場室長
- 1996年7月：大蔵省証券局総務課調査室長
- 1998年8月：国際通貨基金金融為替局局長補
- 1999年5月：国際通貨基金金融為替局兼為替市場制度課長
- 2000年7月：金融庁総務企画部企画課長
- 2001年1月：金融庁総務企画局企画課長
- 2002年7月：財務省国際局総務課長
- 2003年7月：財務省副財務官
- 2004年7月：財務省大臣官房審議官（大臣官房信用機構課、政策金融課担当）兼財務総合政策研究所次長
- 2005年7月：財務省大臣官房審議官（国際局担当）
- 2005年10月：国際通貨基金アジア太平洋地域事務所長
- 2010年4月：一橋大学大学院経済学研究科応用経済専攻教授、一橋大学国際・公共政策研究部教授
- 2013年7月：三菱UFJフィナンシャル・グループリスク委員会委員[8]
- 2015年6月：だいこう証券ビジネス取締役
- 2017年4月：一橋大学大学院経済学研究科特任教授、一橋大学国際・公共政策大学院特任教授
- 2017年9月：国際大学大学院国際関係学研究科特任教授[3]

## 編書
- 『図説国際金融 2003年版』財経詳報社 2003年